# Lázaro Cárdenas, Tecoanapa
Lázaro Cárdenas är en ort i Mexiko.   Den ligger i kommunen Tecoanapa och delstaten Guerrero, i den södra delen av landet, 270 km söder om huvudstaden Mexico City. Lázaro Cárdenas ligger 600 meter över havet och antalet invånare är 268.
Terrängen runt Lázaro Cárdenas är kuperad. Runt Lázaro Cárdenas är det ganska glesbefolkat, med 48 invånare per kvadratkilometer. Närmaste större samhälle är El Limón, 1,0 km nordväst om Lázaro Cárdenas. Omgivningarna runt Lázaro Cárdenas är en mosaik av jordbruksmark och naturlig växtlighet.